# Júlia Domna
Júlia Domna (llatí: Julia Domna; Èmesa, entre 158 i 170 - Antioquia de l'Orontes, 217) fou filla de Juli Bassià, germana de Júlia Mesa, esposa de l'emperador Septimi Sever i mare de Caracal·la i Geta.
Nascuda a Emesa d'una família poc rellevant, ja va atreure l'atenció de Sever, segons sembla, a causa d'una predicció astrològica que deia que estava destinada a ser la dona del sobirà, i s'hi va casar a la mort de la seva dona Màrcia, tot i que el seu únic dot va ser l'horòscop.
D'acord amb Dió Cassi, el casament es va celebrar abans del 175, ja que diu que el llit nupcial va ser exposat al temple de Venus per l'emperadriu Faustina, que va sortir de Roma el 175 per reunir-se amb Marc Aureli a l'Orient i ja mai no va tornar a la capital.
Júlia era intel·ligent i va exercir forta influència sobre el marit, i el va convèncer d'agafar les armes contra Pescenni Níger i Clodi Albí. Després de triomfar va ser la dona més influent de l'imperi, però més tard es va enfrontar al ministre Plautià i llavors es va dedicar a estudiar filosofia. Va encarregar a Filostrat escriure la vida d'Apol·loni de Tíana, i es va rodejar d'un gran nombre d'escriptors, retòrics i sofistes.
Tot i així, era una llibertina, cosa que era pública i notòria, i es diu que va conspirar contra la vida del seu marit, el qual, per gratitud tolerava aquests fets.
A la mort del marit la seva influència va ser molt important i el mateix Caracal·la li demanava consell i li encarregava transcendents afers d'estat. Caracal·la era l'emperador principal i el seu germà Geta, tot i que tenia el títol, era secundari, i es portaven malament. Geta anava sempre escortat per la por que sentia. Caracal·la va demanar a Júlia Domna de fer de mediadora, i aquesta va concertar una entrevista a la seva cambra entre els dos germans el 4 de febrer del 211. Allí l'emperador va fer matar Geta, que va morir en braços de Júlia Domna. Ella no va poder evitar els fets. Fins i tot li va ser prohibit mostrar cap dol ni plorar.
Després del triomf de Macrí va decidir no sobreviure al seu fill, però com que el guanyador la va tractar amablement i li va mantenir el títol d'augusta, va canviar de parer. Però probablement va començar a conspirar. Aviat va despertar les sospites del nou emperador, que li va ordenar sortir d'Antioquia i retirar-se a Emesa, i llavors va retornar a la seva determinació anterior, i com que ja estava malalta (probablement patia un càncer) va començar a no menjar fins que va morir al cap de poc, el 217.
Va ser portada a Roma i enterrada al sepulcre de Gai i Luci Cèsar, però després la seva germana Mesa la va traslladar, junt amb les cendres de Geta, al cementiri dels Antonins.
Domna era el seu nom siríac. Alguns historiadors (Espartià i Aureli Víctor) l'acusen d'incest amb Caracal·la. Diuen que fins i tot s'hi va casar, història recollida per Eutropi i Orosi. Però Dió Cassi, que era el seu contemporani i ocupava un càrrec important a la cort, no ho menciona.